# Hugh Gilbert
Hugh Edward Gilbert OSB (ur. 15 marca 1952 w Emsworth jako Edward Gilbert) – brytyjski duchowny katolicki, biskup diecezjalny Aberdeen od 2011.

## Życiorys

### Młodość i prezbiterat
Edward Gilbert urodził się 15 marca 1952 w rodzinie anglikańskiej. W wieku 18 lat przeszedł do Kościoła katolickiego. Po ukończeniu studiów w Londynie wstąpił do klasztoru benedyktynów w Pluscarden i 10 marca 1976 złożył pierwsze śluby zakonne, przyjmując imię Hugh. Wieczystą profesję złożył trzy lata później, zaś święcenia kapłańskie otrzymał 29 czerwca 1982.
Po święceniach pracował w macierzystym klasztorze. W 1984 został wicemistrzem nowicjatu, a rok później jego przełożonym. W 1990 został wybrany przełożonym wspólnoty zakonnej, a w 1992 mianowano go opatem klasztoru.

### Episkopat
4 czerwca 2011 papież Benedykt XVI mianował go biskupem ordynariuszem diecezji Aberdeen. Sakry biskupiej udzielił mu 15 sierpnia 2011 kard. Keith O’Brien.